# Dominee
Het woord dominee (afgekort ds. of da. voor een vrouwelijke dominee) is een aanspreektitel voor een predikant, zoals professor dat is bij een hoogleraar. Het woord is een verbastering van de vocatief domine van het Latijnse dominus dat heer betekent. Voor de aanduiding van het ambt wordt echter doorgaans het formelere woord 'predikant' gebruikt.
In de meeste gevallen heeft de betrokkene een doctoraalexamen theologie afgelegd. Echter niet alle predikanten zijn tegenwoordig universitair geschoold. Het is in Nederland iedereen ambtshalve toegestaan de titel dominee te volgen, mits zij zijn gewijd door een officieel (internationaal) erkende religie of kerk in Nederland.

## Titulatuur
Als men wil aangeven dat iemand predikant is kan men er voor kiezen om VDM (verbi divini minister), Latijn voor dienaar van het Goddelijk woord, achter de naam te vermelden.
| Functie/ambt            | Titulatuur in de aanhef boven een brief  | Titulatuur in de adressering          | Afgekort |
| ----------------------- | ---------------------------------------- | ------------------------------------- | -------- |
| predikant (doctor)      | De weleerwaarde zeergeleerde heer/vrouwe | Weleerwaarde zeergeleerde heer/vrouwe | ds. dr.  |
| predikant (doctorandus) | De weleerwaarde heer/vrouwe              | Weleerwaarde heer/vrouwe              | ds.      |

## Spreekwoordelijk
- De uitdrukking Er kwam een dominee voorbij wordt wel gebruikt als een gesprek plotseling stilvalt. Waarschijnlijk is dit ontleend aan het feit dat men zich in de aanwezigheid van een dominee niet vrij durfde te uiten, uit vrees voor een terechtwijzing.[3][4][5]